# Hulivți, Bilohirea
Hulivți (în ucraineană Гулівці) este localitatea de reședință a comunei Hulivți din raionul Bilohirea, regiunea Hmelnîțkîi, Ucraina.

## Demografie
Componența lingvistică a localității Hulivți
     Ucraineană (98,67%)
     Rusă (1,33%)
Conform recensământului din 2001, majoritatea populației localității Hulivți era vorbitoare de ucraineană (98,67%), existând în minoritate și vorbitori de rusă (1,33%).